# Atlantische Kreolen

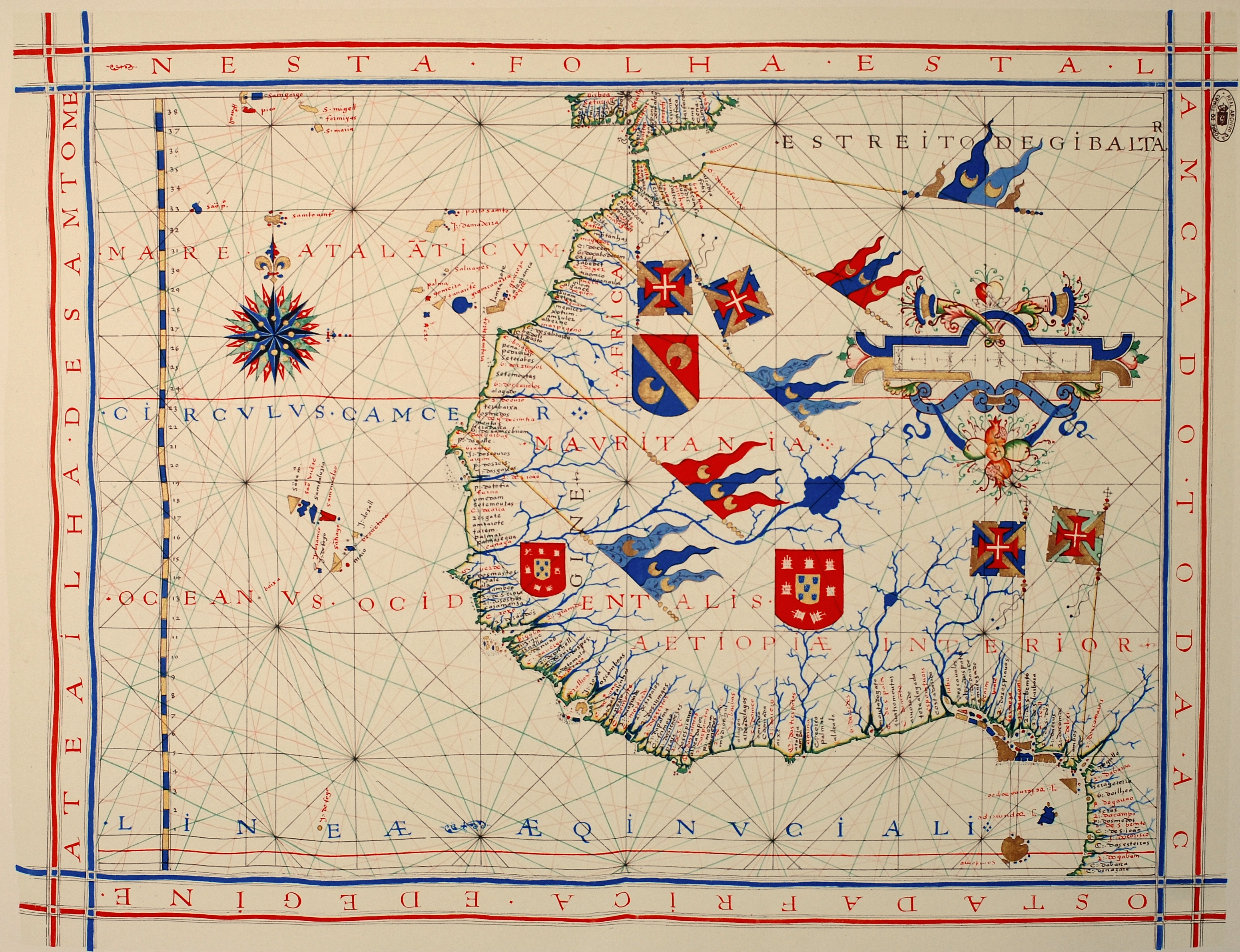
Die Ethnie der Atlantischen Kreolen entstand im 15. Jahrhundert gemeinsam mit dem portugiesisch-westafrikanischen Seehandel.

Unter der Sammelbezeichnung Atlantische Kreolen (engl.: Atlantic creoles) wird eine ethnisch und kulturell heterogene Gruppe von sozial und räumlich mobilen, überwiegend afrikanischstämmigen Frauen und Männern verstanden, die vom 15. bis 19. Jahrhundert im Dienste europäischer Handelsgesellschaften den Atlantik bereisten und an den afrikanischen, europäischen und amerikanischen Küsten viele eigene Siedlungen und Handelsstützpunkte errichteten.
Geprägt hat diesen Begriff der US-amerikanische Historiker Ira Berlin, der in seinen Arbeiten über die Sklaverei in den Vereinigten Staaten beschreibt, wie im 17. Jahrhundert unter der europäischen Kolonialherrschaft aus den Atlantischen Kreolen die ersten Generationen (Charter-Generationen) von Sklaven auf dem nordamerikanischen Festland rekrutiert wurden.

## Geschichte und Kultur
Die Ursprünge der Atlantischen Kreolen liegen in der Begegnung von Afrikanern mit europäischen – vor allem portugiesischen, französischen und britischen – Kaufleuten, die vom 15. Jahrhundert an Handelsniederlassungen an der westafrikanischen Küste errichteten. Sie fanden dort unternehmungslustige, vielgereiste, kenntnisreiche und geschäftstüchtige Einheimische, die als Dolmetscher, Verhandlungsbeauftragte und Rechtsberater vor Ort für sie arbeiteten oder als Seeleute, Supercargo, Diener oder exotische „Trophäen“ mit ihnen an Bord gingen. Aufgrund des häufigen Kontakts mit europäischen Seefahrern und ihrer hohen eigenen Mobilität hatten viele der Atlantischen Kreolen bald europäische Vorfahren: eine Tatsache, die bei den Europäern zwar ihr Ansehen minderte; als vielseitige Experten für den atlantischen Handel waren sie für die europäischen Handelsgesellschaften dennoch unverzichtbar. In vielen Hafenstädten Westafrikas, Europas und des amerikanischen Doppelkontinents errichteten sie Siedlungen und Stützpunkte, in denen sie oftmals auch auf eigene Rechnung Handel trieben. Die größte kreolische Siedlung in Europa befand sich in Lissabon. Das Umfeld der Atlantischen Kreolen war stets mehrsprachig; neben einer Vielzahl von afrikanischen Sprachen sprachen sie europäische Sprachen – besonders Portugiesisch –, woraus sich als  Verkehrssprachen verschiedene auf dem Portugiesischen basierende Pidgin-Sprachen und schließlich vollständige Kreolsprachen entwickelten.
Mit der Sklaverei waren die Atlantischen Kreolen in zweifacher Hinsicht vertraut. Erstens bestanden in Westafrika traditionell selbst viele Formen von Sklaverei, wie Schuldknechtschaft und Leibeigenschaft (siehe: Sklaverei innerhalb von Subsahara-Afrika). Zweitens waren Atlantische Kreolen, wenn sie für europäische Handelsgesellschaften arbeiteten, häufig in deren Sklavenhandel involviert. Viele hielten eigene Sklaven oder handelten sogar selbst mit ihnen.
Im 17. Jahrhundert gelangte – mehr oder weniger freiwillig – eine größere Zahl von Atlantischen Kreolen in die Region der Chesapeake Bay in der britischen Provinz Maryland, wo die Grenzen zwischen Lohnarbeit, Schuldknechtschaft und Sklaverei damals fließend waren. Die Formen der Sklaverei waren dort im Allgemeinen milder als später in der Plantagenwirtschaft der amerikanischen Südstaaten. Atlantische Kreolen, die in der Chesapeake in Sklaverei gerieten, konnten neben der Arbeit für ihren Dienstherrn eigene Produktions- und Handelstätigkeiten ausüben, waren kenntnisreich und geschäftstüchtig und wurden oftmals wieder freigelassen bzw. konnten sich selbst freikaufen. Viele Atlantische Kreolen gingen auf dem nordamerikanischen Festland Ehen und Partnerschaften mit europäischen Frauen und Männern ein, sodass jüngere Generationen noch häufiger als die älteren gemischte Vorfahren hatten. Andere hatten auch karibische Vorfahren.
Ira Berlin bezeichnet diese Generationen nordamerikanischer Sklaven als Charter Generations (deutsch etwa: „Gründungsgenerationen“) und unterscheidet sie von späteren Generationen wie den Plantagen-Generationen, den „Revolutions-Generationen“ der Zeit der Amerikanischen Unabhängigkeitsbewegung und den „Wander-Generationen“ des 19. Jahrhunderts.